# 葉那子
葉那子（はなこ、本名：本山 華子（もとやま はなこ）、1987年6月1日 - ）は、日本の元モデル、元タレントである。現在、外国為替証拠金取引(FX)関係の会社に社員として勤務する傍ら、元インターバンク外為トレーダーで、FXアナリスト、西原宏一氏のオフィシャルサイトでアシスタントナビゲーターを務めている。

## 来歴・人物
神奈川県横浜市出身。兄がいる。Marymount International School、慶應義塾大学経済学部経済学科卒業（ゼミはミクロ経済分析）。
中学1年生から高校3年生までイギリスに住んでいた帰国子女。
2008年11月、ミス慶應コンテスト2008において2008年度ミス慶應に選ばれる。
「キャンパスナイトフジ」では、その冷静な佇まいから、ケンドーコバヤシにマンガ「クローズ」の影の最強キャラでもある「リンダマン」と例えられ、愛称としても呼ばれていた。
2009年10月5日放送から2010年3月25日まで「おもいッきりDON!第1部　おもいッきりPON!」の月曜日と木曜日のお天気・アシスタント担当としてレギュラー出演した。
2012年2月17日のブログで、現在会社員として働いていることを報告。また同年3月16日放送の「夜トレ！」（ラジオNIKKEI）内で、芸名を葉那子（はなこ）と改めることを発表した。

## 出演

### テレビ
- さんまのSUPERからくりTV（TBS系）
- オビラジR（TBS系）
- チェック!ザ・No.1（毎日放送・TBS系）
- ラジかるッ（日本テレビ）
- 笑っていいとも!（2009年1月29日、フジテレビ系） - コーナーゲスト（出たいドル!/ザ・定番ショー）
- 熱血!!ゴルフ女子部（テレビ朝日、2009年4月～）
- キャンパスナイトフジ（フジテレビ、2009年4月～2010年3月）キャンパスナイターズ
- よゐこ部（毎日放送、2009年4月21日）
- 『ぷっ』すま（テレビ朝日、2009年5月12日）
- リンカーン（TBS、2009年6月16日）
- NHKプレマップ（NHK教育、2009年7月24日）
- おもいっきりPON!（2009年10月5日 - 2010年3月25日、日本テレビ、月曜と木曜のお天気・アシスタント担当）
- 石田純一の街の達人（BS日テレ、2009年10月6日〜）※現在放送中

### ラジオ
- 夜トレ！（2010年8月27日～、ラジオNIKKEI第1放送） ※不定期出演
- 本山華子の夜トレ（2010年12月31日、ラジオNIKKEI第1放送）
- ＦＸ三姉妹（2013年9月25日、ラジオNIKKEI第1放送）
- ザ☆スマート・トレーダーPLUS（2013年11月28日～、ラジオNIKKEI第1放送） ※不定期出演

### Web
- 2008年度 ミス慶應 本山華子 モッテコ書店 （2008年08月25日）

## 写真集
- キャンパスナイトフジ しこたま卒業アルバム（2010年3月19日、講談社） ISBN 978-4-06-379441-0

## CD
- エロくないのにエロく聴こえる歌 〜しこたまがんばれ!〜（2010年3月17日、ポニーキャニオン） - キャンパスナイターズ